# Robert Carson (baseball)
Pour les articles homonymes, voir Robert Carson et Carson.
Robert Carson (né le 23 janvier 1989 à Hattiesburg, Mississippi, États-Unis) est un lanceur gaucher des Ligues majeures de baseball qui a joué pour les Mets de New York entre 2012 et 2013.

## Carrière
Robert Carson est drafté en 2007 par les Mets de New York au 14e tour de sélection. Il fait ses débuts dans le baseball majeur le 18 mai 2012 avec les Mets comme lanceur de relève dans un match face aux Blue Jays de Toronto.